# Église de Kolarinsaari
L’église de Kolarinsaari (finnois : Kolarinsaaren kirkko) est une église luthérienne située à Kolari en Finlande,.

## Description
L'édifice conçu par Anton Wilhelm Arppe est construit en 1819.
Un clocher de même style est placé à côté de l'église.
Le retable intitulé le sauveur sur la croix est peint par Johan Gustav Hedman en 1832.
La direction des musées de Finlande a classé l'église et son clocher dans les sites culturels construits d'intérêt national.